# (33699) Jessiegan
1999 KT12 (asteroide 33699) é um asteroide da cintura principal. Possui uma excentricidade de 0.01418820 e uma inclinação de 1.79951º.
Este asteroide foi descoberto no dia 18 de maio de 1999 por LINEAR em Socorro.